# Szerb–koszovói gazdasági normalizációs megállapodások
A szerb–koszovói gazdasági normalizációs megállapodások, más néven washingtoni megállapodások két külön dokumentum, melyeket a Koszovói Köztársaság és a Szerb Köztársaság írt alá 2020. szeptember 4-én Washingtonban a Fehér Házban Donald Trump jelenlétében.

## Előzmények

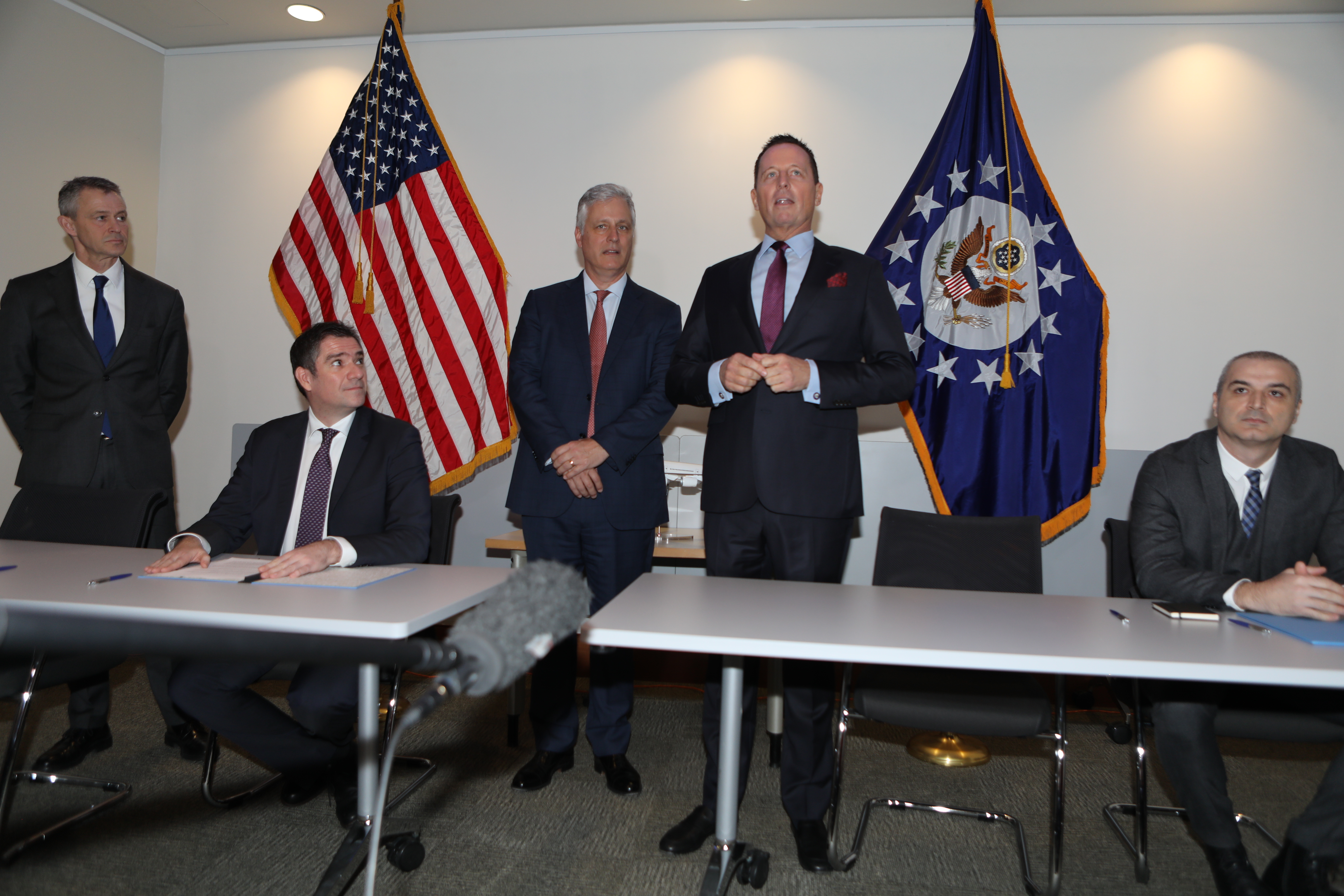
Milun Trivunac, a szerb Gazdasági Minisztérium államtitkára (balra),
Richard Grenell, az az Amerikai Egyesült Államok elnökének a szerb–koszovói béke érdekében kijelölt nagykövete, (jobboldalt áll),
Eset Berisha, a Koszovói polgári Repülési Hatóság elnöke (jobboldalt ül)

2019. október 4-én Donald Trump Richard Grenellt jelölte ki a szerbiai és koszovói béketárgyalásokért felelős elnöki követnek. 2020. január 20-án, több hónapnyi, Szerbia és Koszovó között zajló diplomáciai tárgyalást követően a két állam megállapodott, hogy két hónap után helyreállítják a két főváros közötti repülőjáratokat. 2020. június 27-re megbeszéltek egy találkozót Washingtonba, de mivel vádirat volt készülőben Hashim Thaçi ellen, melyben háborús bűnökkel vádolták meg, ezért  megbeszélést törölték.
Grenell 2020. szeptember 3--4-re újabb találkozót szervezett a Fehér Házba. Grenell, és Robert C. O'Brien együtt bonyolították le a tárgyalásokat. A megállapodást szeptember 4-én írta alá Aleksandar Vučić szerb elnök és Avdullah Hoti koszovói miniszterelnök. Az aláírási ceremóniára a Fehér Ház Ovális Irodájában került sor Donald Trump jelenlétében. Két külön dokumentumot írtak alá, egyet Vucic, egy másikat pedig Hoti. Az eltérés csak a záró klauzulában volt, Izraellel kapcsolatban. Mindkét változat Donald Trump üdvözlő bevezetőjével kezdődik.
Miután megjelentek az aláírási ceremóniát rögzítő felvételek, a közösségi média azt írta, hogy úgy tűnt, Vučić nem volt tisztában azzal, mikor is kell a szerb nagykövetséget Izraelben Tel-Avivból Jeruzsálembe költöztetni. Mikor Trump a nagykövetség áthelyezéséről beszélt, Vučić zavartnak tűnt, és az előtte lévő megállapodást lapozgatta, majd megrázta a fejét. A Twitter több felhasználója azt írta, nem olvasta át teljesen a megállapodás szövegét.
Miközben az USA vezetésével a két ország a gazdasági kérdéseket tisztázták, addig az Európai Unió közreműködésével a két ország közötti politikai ellentéteket igyekeznek tisztázni.

## Megállapodások
Az aláírt megállapodások értelmében Szerbia egy évig nem szólítja fel a többi országot Koszovó elismerésének visszautasítására vagy a korábban tett elismerés visszavonására. Ezért cserébe ugyanennyi ideig Koszovó nem ad be jelentkezést nemzetközi szervezetekhez. Ezen kívül kötelezettséget vállaltak, hogy megtalálják és azonosítják a koszovói háború alatt eltűnteket és a háború alatt elmenekülteket rehabilitálják.
Koszovó és Szerbia megállapodtak, hogy közösen kidolgoznak egy fenntarthatósági tanulmányt, mely alapján a Belgrád–Pristina vasúthálózatot tovább bővítenék az adriai mélytengeri kikötőhöz. Mindkét fél egyetértett, hogy a U.S. International Development Finance Corporationnel és az amerikai EXIM Bankkal együttműködve beüzemelik a Béke Főutat, a Pristina és Merdare közötti, illetve a Pristinától Nišig vezető vasutat, a kivitelezésekben pedig kis- és középvállatokat vonnak be. Ezen kívül üzembe helyezik a két terület határán lévő Merdarében a közigazgatási ellenőrző pontot. Ezen kívül az amerikai Energetikai Minisztérium bevonásával hatástanulmányt készíttetnek a Gazivoda-tó/Ujmani-tó közös vízügyi és energetikai felhasználásáról.
Az egyezmény részeként Szerbia és Koszovó is csatlakozik a Mini Schengeni területhez.
Mindkét fél elismeri a másik fél által kiállított diplomákat és képesítési okiratokat.
Ezen kívül mindkét fél megegyezett abban, hogy az USA EXIM Bankjával valamint a U.S. International Development Finance Corporationnel együtt finanszíroz több projektet és vállalkozást is. Az USA mindkét fél számára olyan kölcsönt ígért, melyért az USA kormánya vállal garanciát, hogy finanszírozni tudják a stratégiai infrastruktúra fejlesztését.
Szerbia megígérte, hogy 2021. júliusban átköltözteti izraeli nagykövetségét Tel-Aviv-ból Jeruzsálembe. Ugyanakkor Koszovó megígérte, hogy kölcsönösen elismerik egymást a zsidó állammal, és diplomáciai kapcsolatokat létesítenek. Koszovó azt is bejelentette, hogy nagykövetségét Jeruzsálemben szándékszik megnyitni. Ezzel Szerbia az első európai, Koszovó pedig az első muzulmán többségű állam lesz, amelyik Jeruzsálemben tart fenn nagykövetséget.
Mindkét fél eltávolítja azokat az 5G-s eszközöket, melyeket „nem megbízható szállítók” biztosítottak, és megtiltják az ilyen beszállítóknak, hogy a jövőben pályázzanakSzerbia és Koszovó képviselői azt mondták, ezzel olyan kínai vállalatokra utaltak, mint amilyen a Huawei Mindkét fél ígéretet tett a vallásszabadság tiszteletben tartására, többek között melybe beletartozik a vallásközi megbeszélés, a vallási helyek tiszteletben tartása, a bírósági döntések érvényesítése. Folytatják a Holokauszt idején elkobzott, örökös nélkül maradt vagy nem követelt tárgyak restitúcióját.
A megállapodás értelmében Szerbia és Koszovó is terrorista szervezetté minősíti a Hezbollahot, és mindkét ország támogatja a homoszexualitás világszerte történő dekriminalizációját.

## Reakciók
- Az Arab Liga kritizálta Szerbia és Koszovó döntését, hogy Tel-Aviv helyett Jeruzsálemben kívánnak külképviseleteket nyitni.[22]
- Avdullah Hoti koszovói miniszterelnök kijelentette, hogy „a megállapodás aláírása Koszovó és a régió történetének nagy pillanata.”[2]
- Aleksandar Vučić szerb elnök szerint a megállapodás „egy hatalmas lépés előre.”[2]
- Donald Trump amerikai elnök így méltatta a megállapodást: „Eddig sok harc volt arra, most sok szeretet van. A gazdaság összehozhatja az embereket.”[23]
- Benjámín Netanjáhú izraeli miniszterelnök egy közleményt adott ki, mely szerint üdvözli a megállapodást, és kijelentette: „Az első muzulmán többségű állam, mely Jeruzsálemben nyit nagykövetséget. Ahogy az elmúlt napokban már mondtam, a béke és Izrael elfogadásának a köre egyre bővül, és más nemzeteket is várunk bele.”[24]
- A Palesztin Külügyminisztérium elítélte Donald Trump nyilatkozatát azzal kapcsolatban, hogy elfogadja, Szerbia és Koszovó Jeruzsálemben nyit nagykövetséget. A nyilatkozat szerint ez a lépés „kirívó és megindokolhatatlan agresszió a palesztin nép, az ügyük ellen, és ezek csak legitimálják a nemzeti igazságot.”[25] Palesztina Szerbiába akkreditált nagykövete, Muhammad Nabhan válaszában azt mondta: „A jelenlegi formájában testet öltött nyilatkozat ellentétes a nemzetközi joggal és az ENSZ-nek a palesztin kérdéssel, valamint Jeruzsálemmel, mint megszállt várossal kapcsolatos határozataival”[26]
- Törökország aggodalmának adott hangot amiatt, mert Szerbia Jeruzsálembe helyezte át izraeli nagykövetségét, és ezzel „nyiltan megsérti a nemzetközi jogot.”[27] Törökország emellett sürgette Koszovót, hogy izraeli nagykövetségét ne Jeruzsálemben létesítse.[28]